# Harold Washington Library
La Harold Washington Library est la principale bibliothèque municipale de la ville de Chicago (Illinois). Elle est située au 400 South State Street, à la limite des quartiers de Printer's Row (au sud-ouest) et de South Loop (au sud-est), dans la moitié sud du secteur financier du Loop (Downtown).
Elle doit son nom à Harold Washington qui fut le 51e maire de Chicago entre 1983 et 1987 et le premier maire de la ville d'origine afro-américaine. À son achèvement, le bâtiment fut nommé par Richard M. Daley, maire de Chicago de 1989 à 2011, en l'honneur de Washington qui souhaitait doter la ville d'une bibliothèque centrale.
De styles postmoderne et néo-classique, la Harold Washington Library a une superficie d'environ 69,365 m2, répartis sur 9 étages et abrite plus de neuf millions d'ouvrages en 2003. Le budget de construction de l'édifice était de 140 millions de dollars. La Harold Washington Library fait partie de la Chicago Public Library (CPL), qui est un vaste réseau de bibliothèques publiques contrôlé et géré par la ville de Chicago.

## Historique
Avant 1872, Chicago comptait principalement des bibliothèques privées. À la suite du Grand incendie de Chicago de 1871 qui ravagea la majeure partie du centre-ville, l'Angleterre fit un don de plus de 8 000 livres à la ville de Chicago. Cela permit à l'administration municipale de se reconstituer une bibliothèque. Cette collection a été hébergée dans divers endroits, jusqu'à la construction de la Central Library en 1891.
En 1977, à la suite de la rénovation du Chicago Cultural Center, où était abritée la plus grande partie de la collection de la bibliothèque, un transfert temporaire eut lieu dans le bâtiment Mandel situé au 425 North Michigan Avenue où une grande partie de la collection fut entreposée. Quelques années plus tard, s'ouvrit un débat sur la réalisation d'une nouvelle bibliothèque centrale. Des controverses quant à l’édification d'un nouveau bâtiment ou la réhabilitation d'un ancien, son emplacement et son financement se poursuivirent tout au long des années 1980. La construction du nouvel édifice était alors fermement défendue par Harold Washington, qui devint plus tard maire de la ville. 
En 1987, la ville organisa un concours de design et d'architecture pour le futur édifice qui aboutit à la sélection de cinq firmes importantes, dont Arthur Erickson, Beeby and Babka, Helmut Jahn and Hammond, Dirk Lohan et Skidmore, Owings and Merrill. Deux firmes furent retenues, Helmut Jahn and Hammond fut sélectionnée pour son idée conceptuelle de grand bâtiment moderne et multifonctionnel, et la firme Beeby and Babka attira l'intention pour son style postmoderne ayant été inspiré par des éléments qui provinrent de bâtiments historiques situés à proximité du site de la future bibliothèque. 

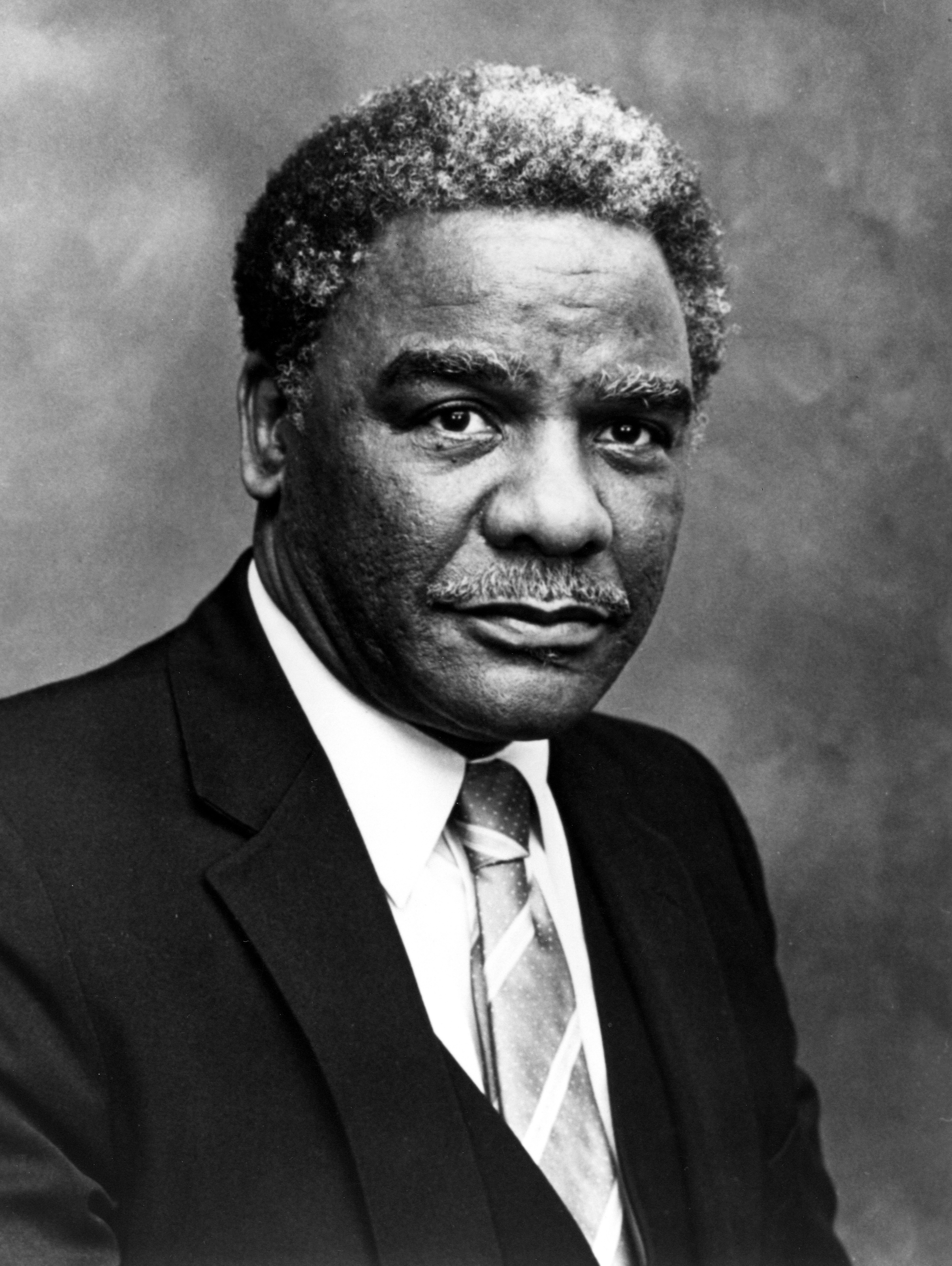
Le bâtiment fut baptisé en l'honneur du 51e maire de Chicago Harold Washington.

La bibliothèque prévue à l'origine à l'emplacement du Millennium Park fut finalement réalisée entre Congress Parkway et State Street. L'ancien maire de Chicago Harold Washington était un défenseur de la lecture et de l'éducation parmi les habitants de Chicago ainsi qu'un fervent défenseur de la construction de la bibliothèque. Lorsque le bâtiment a été achevé en 1991, le nouveau maire de Chicago Richard M. Daley, l'a baptisé en l'honneur de Washington car il était celui qui s'était le plus battu pour sa réalisation.
L'inauguration de la bibliothèque marqua le début de la transformation des quartiers de Printer's Row et de South Loop. Au cours des années 1970 et 1980, South State Street et les zones sud-ouest et sud-est du bâtiment étaient considérées comme mal fréquentées. Depuis l'ouverture de la bibliothèque et de son imposant bâtiment, ces quartiers immédiats ont subi un phénomène de gentrification et de nouvelles populations s'y sont installées.
Les anciens bâtiments défraîchis ou abandonnés, ainsi que les parkings délaissés, ont été reconvertis en loft et plusieurs immeubles résidentiels sont sortis de terre. Plusieurs campus universitaires y sont présents et des dizaines de milliers d'étudiants fréquentent les antennes du Columbia College, de l'université DePaul, de l'université Roosevelt et du Robert Morris College.

## Architecture

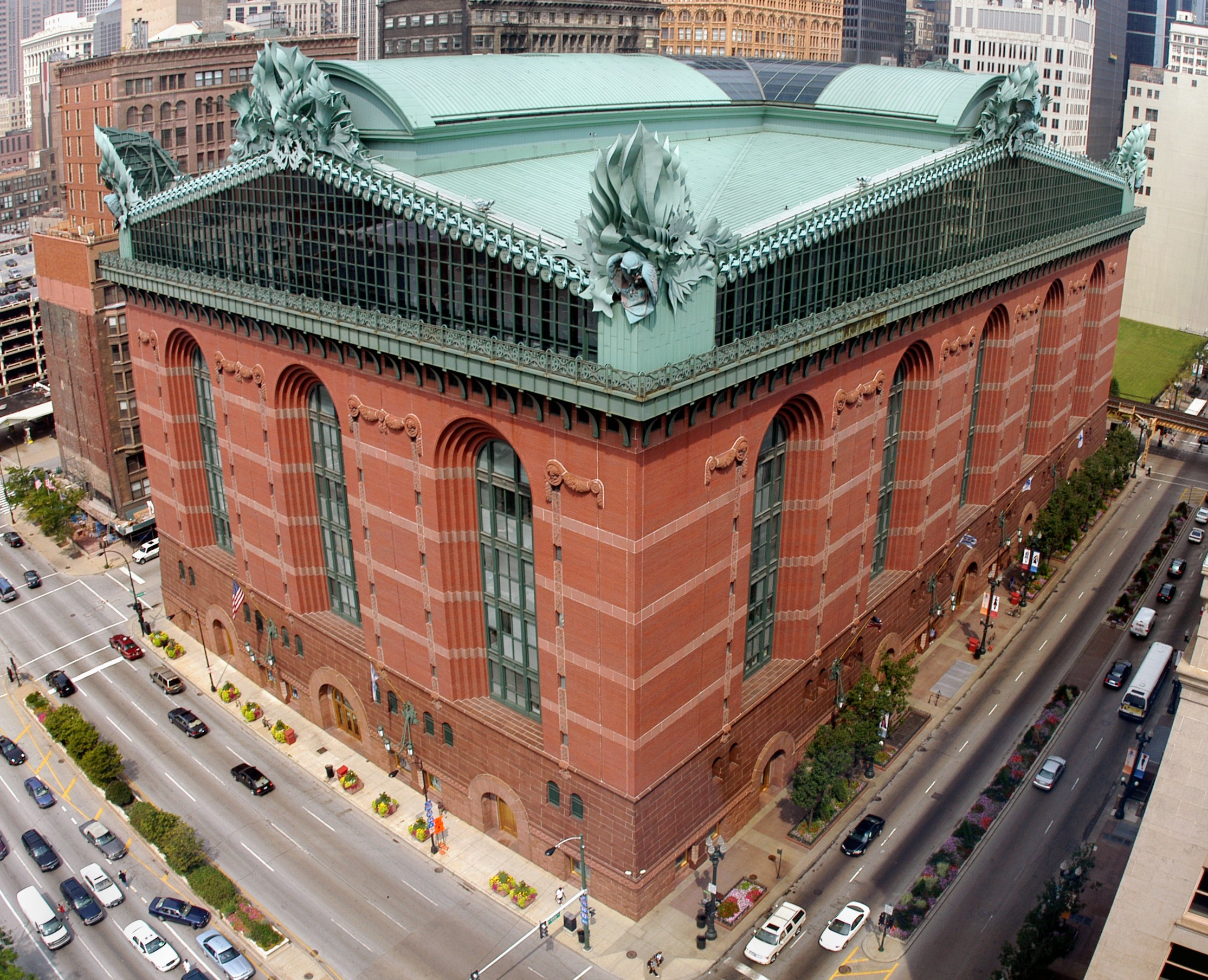
Vue du bâtiment à l'angle de Ida B. Wells Dr. et State Street.

Avec le soutien de la riche et influente famille Pritzker de Chicago, la première pierre fut posée sur le site choisi à l'angle de Congress Parkway et de State Street, couvrant un pâté de maisons entier. La cérémonie d'inauguration de la pose de la première pierre a eu lieu le jeudi 13 octobre 1988. Les entreprises de construction ont dû ramener de la terre depuis un autre site car il n'y en avait pas sur celui-ci qui était occupé par un vaste parking à l'abandon. 
Le bâtiment a été conçu par le bureau d'architecture Hammond, Beeby and Babka (qui se nomme aujourd'hui Hammond Beeby Rupert Ainge, Inc.). Principalement de style postmoderne, le bâtiment comprend également des caractéristiques néo-classiques. Il constitue un des exemples les plus importants du postmodernisme. Hammond, Beeby and Babka ont remporté le concours lancé en 1987 pour remplacer l'ancien bâtiment, au cours duquel ils ont été opposés au projet de Helmut Jahn, un bâtiment moderne en verre qui a finalement été écarté car jugé trop coûteux. La Harold Washington Library a ouvert ses portes le 7 octobre 1991. Le bâtiment comprend un grand hall d'entrée à trois niveaux, six étages d'espace de bibliothèque proprement dit et un penthouse administratif de deux étages.
Depuis son achèvement, la bibliothèque figure dans le Livre Guinness des records comme le plus grand bâtiment abritant une bibliothèque publique dans le monde. En 2013, l'architecte et président du cabinet Hammond, Beeby and Babka, Thomas H. Beeby, a remporté le prestigieux prix Driehaus pour ce projet.

### Extérieur

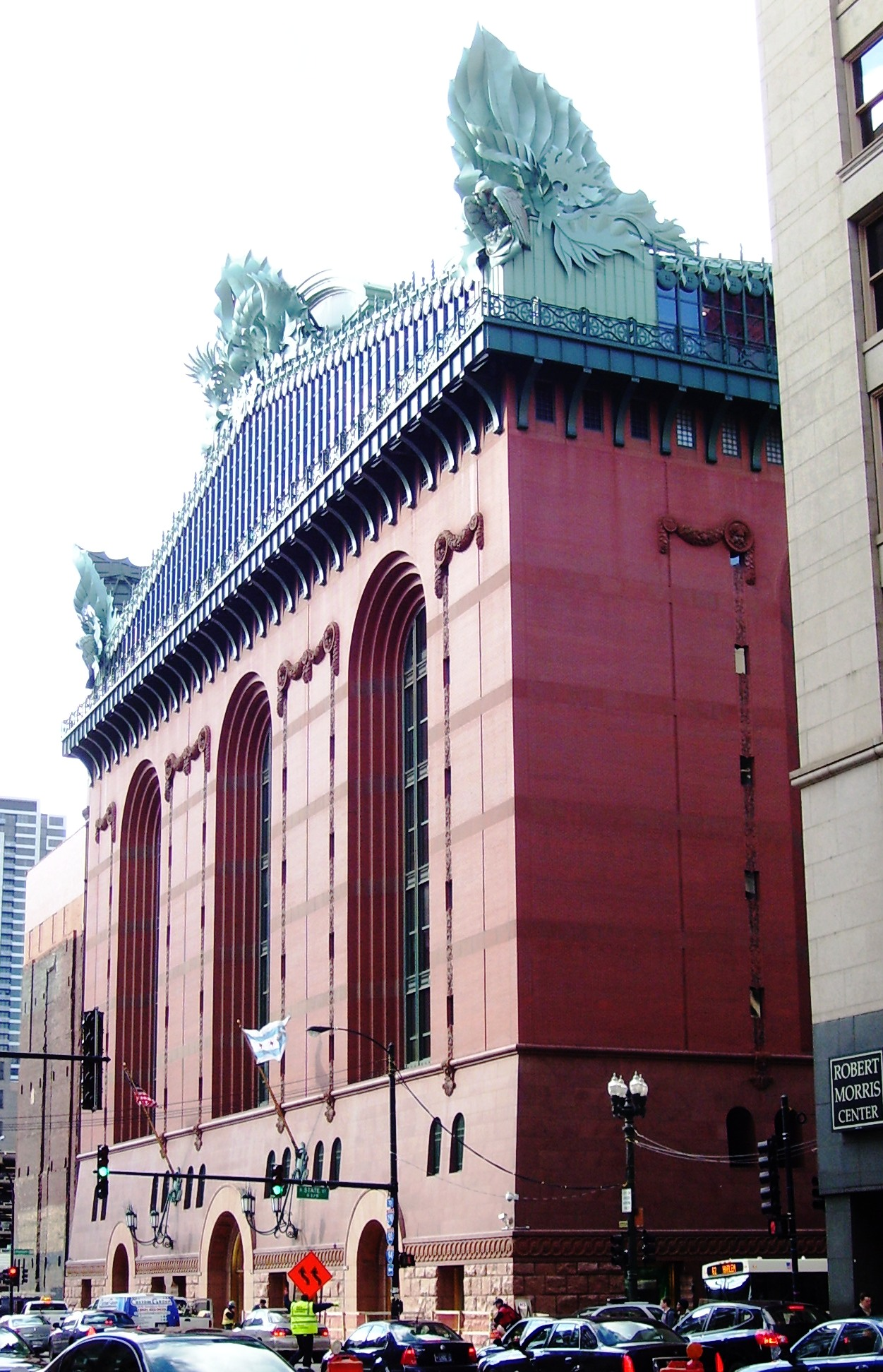
Façade du bâtiment.

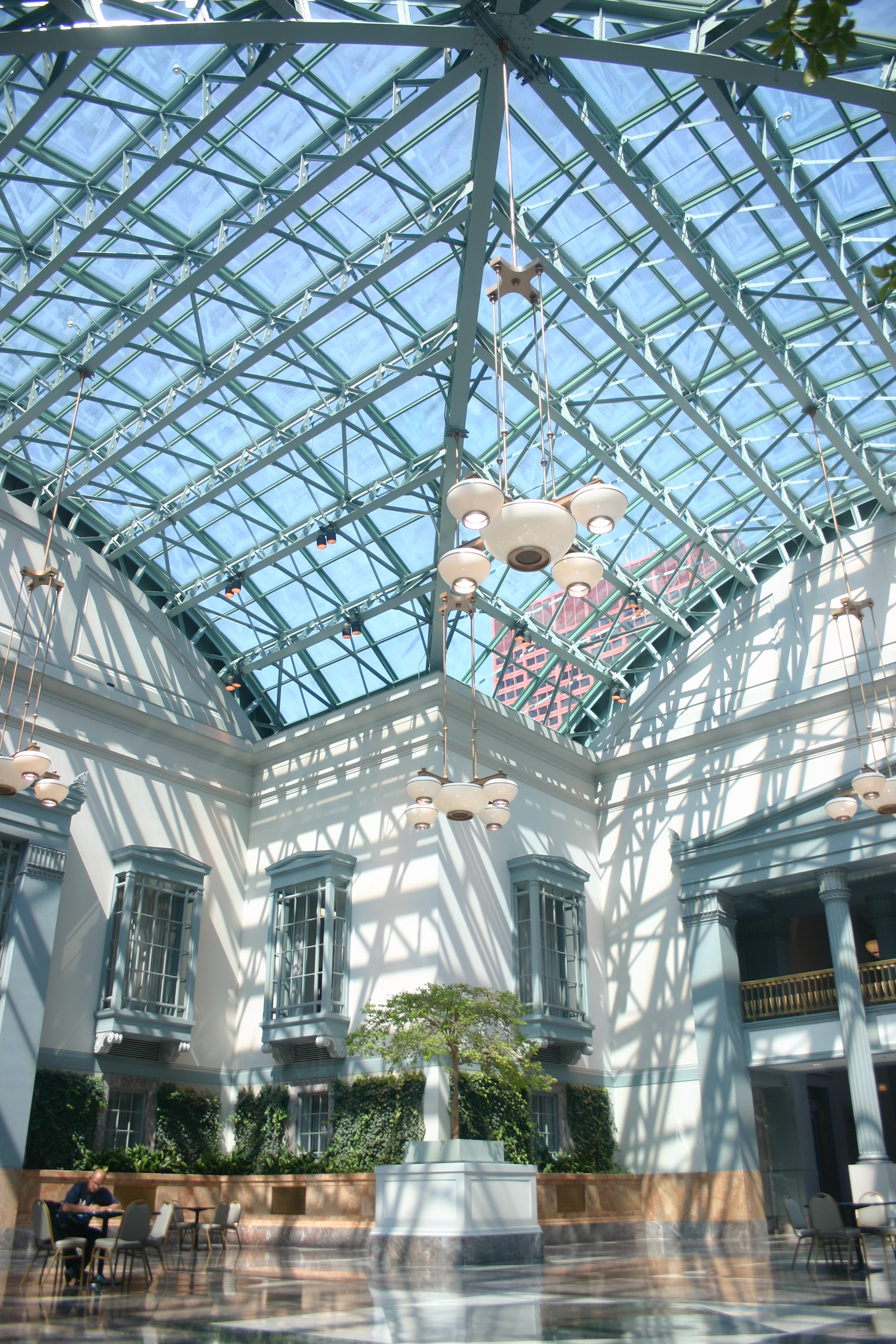
Verrière au 9e niveau du bâtiment.

La bibliothèque est une structure massive reposant sur une base en blocs de granite, sur laquelle s'élève un mur de briques, supportant un attique de verre et de métal qui forme, pour les façades donnant sur les rues de State, Congress et Van Buren, des frontons triangulaires. Les murs de brique rouge sont brisés par des baies monumentales se terminant par un arc en plein cintre, hautes de cinq étages, reliées par des guirlandes en bas relief.
L'articulation entre le socle de granite et le mur de briques est régulièrement ornée de médaillons représentant Cérès, déesse de l'agriculture, ainsi que des épis de maïs. Ces sculptures sont un hommage à la ville de Chicago. En effet, elle est située au cœur de la région agricole du Midwest (connue pour sa culture du maïs) dont elle constitue la principale ville. C'est également la bourse de commerce de Chicago (Chicago Board of Trade ; CBOT) qui fixe les prix du blé et du soja aux États-Unis.

#### Ornements
En 1993, sept structures ornementales en aluminium, des acrotères, ont été ajoutées au toit. Ces ornements ont été placés à chacun des quatre coins du bâtiment de forme rectangulaire, ainsi qu'au centre des côtés est (State Street), sud (Congress Parkway) et nord (Van Buren Street) du bâtiment. Ces ornements de toiture, placés sur chacun des frontons triangulaires, comprennent des cosses de graines, conçues par Kent Bloomer et Raymond Kaskey, qui symbolisent la richesse agricole du Midwest (surnommée « Corn Belt », littéralement « ceinture de maïs ») et dont Chicago est en quelque sorte sa capitale socio-économique et culturelle.
La sculpture centrale donnant sur State Street représente une chouette. Raymond Kaskey a conçu les chouettes effraies, perchées dans le feuillage aux quatre coins, ainsi que le hibou grand-duc au-dessus de l'entrée de State Street. Les hiboux représentent la sagesse et la connaissance dans l'antiquité grecque. Les hiboux qui surmontent le Harold Washington Library Center donnent un air fantaisiste et littéralement fantastique au bâtiment. 
La société Welding Works, Inc., basée à Madison dans le Connecticut, a fabriqué plus de quatre-vingt-dix ornements individuels, conçus par Kent Bloomer et Raymond Kaskey, et les a assemblés en sept grandes structures ornementales, qui ont ensuite été installées aux quatre coins et aux trois entrées de la bibliothèque Ces structures ont une largeur de 22 mètres et une hauteur de 12 mètres. Chaque structure est constituée d'un cadre de support en aluminium sur lequel des assemblages individuels ont été fixés.

#### Verrière
Le sommet de la verrière du Winter Garden s'élève à plus de 30 mètres de haut, jusqu'au 10e étage, et culmine dans un puits de lumière. Il s'agit d'un atrium avec un sol en terrazzo et en marbre. Le dôme, constitué de panneaux de verre, s'étend sur toute la pièce. Dans le guide AIA de Chicago, le Winter Garden est décrit comme un « espace intérieur grandiose » et « un endroit reposant qui rappelle une cour extérieure ». Le Winter Garden peut accueillir jusqu'à 400 personnes pour un dîner ou une réception et jusqu'à 500 personnes si les sièges sont disposés à la manière d'un théâtre.  

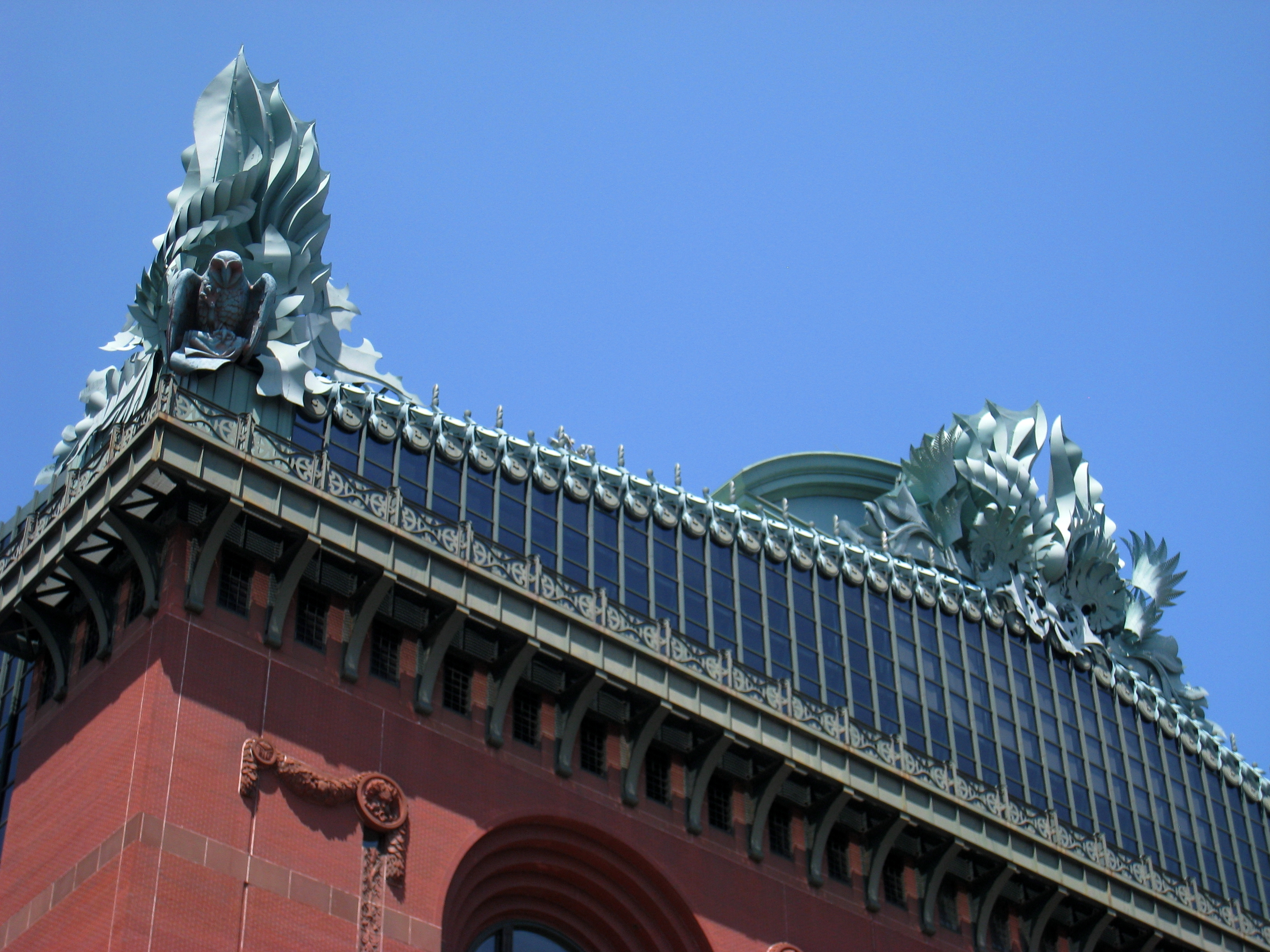
Détail du toit.
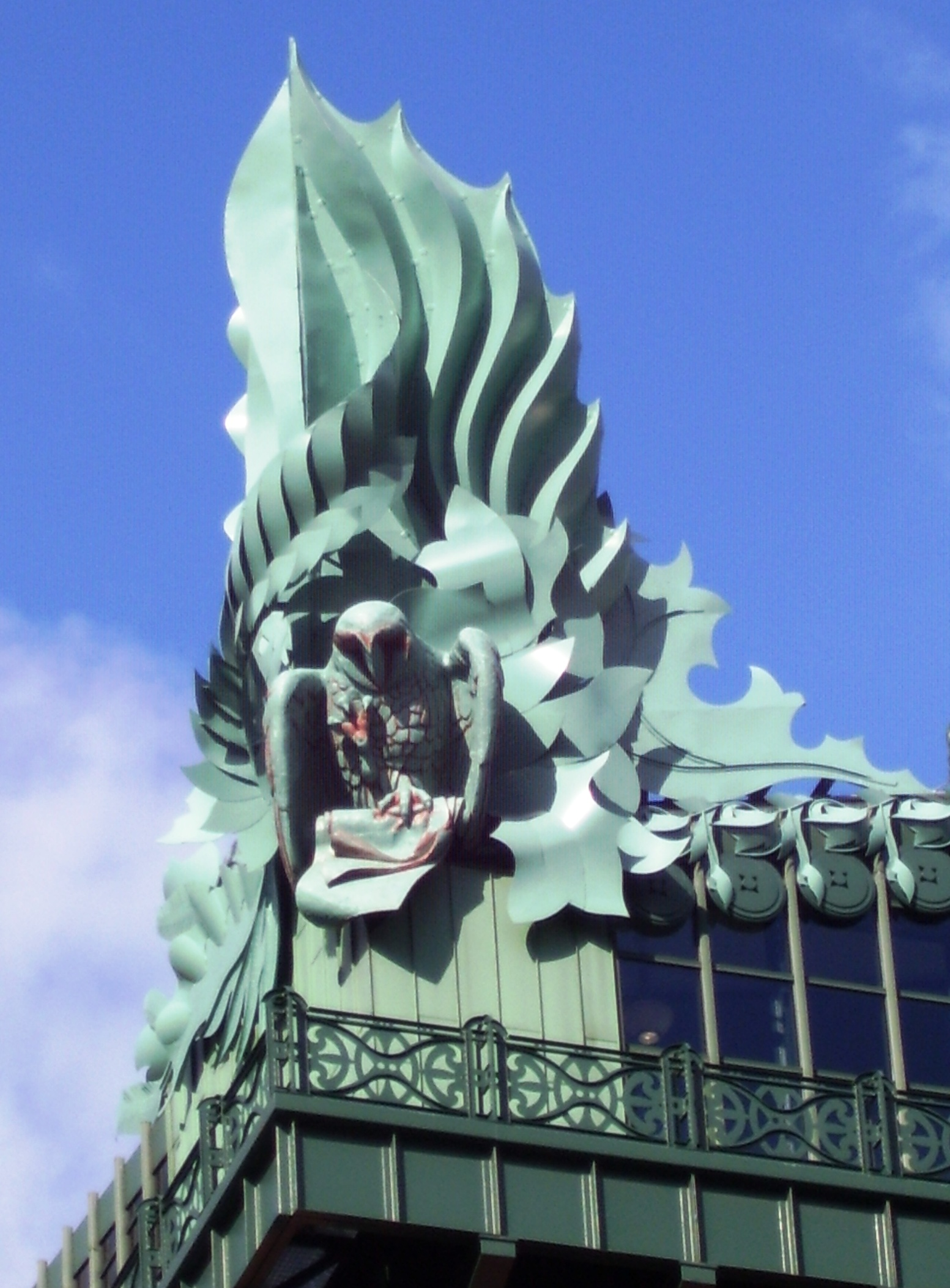
Acrotère sur l'angle nord-est.
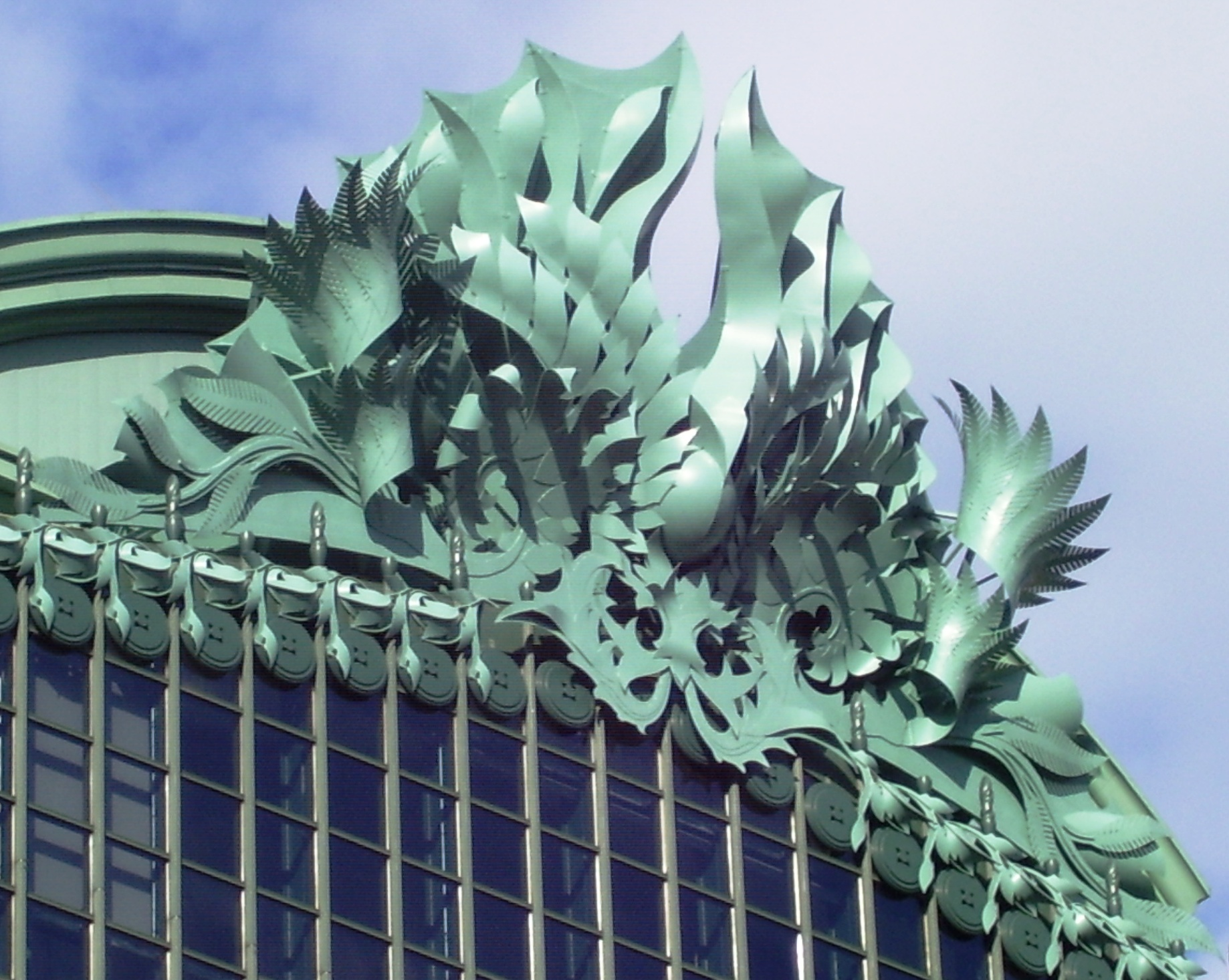
Acrotère central de la façade nord.
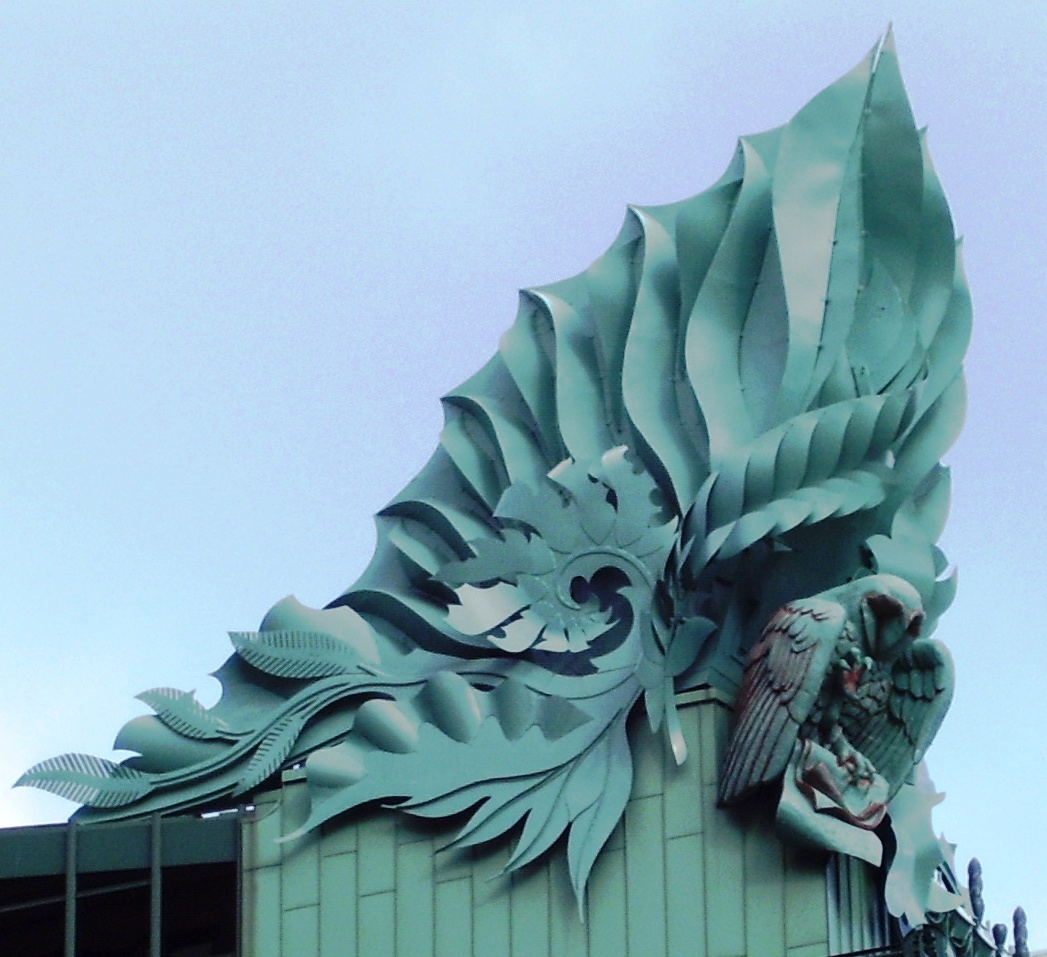
Acrotère sur l'angle nord-ouest.
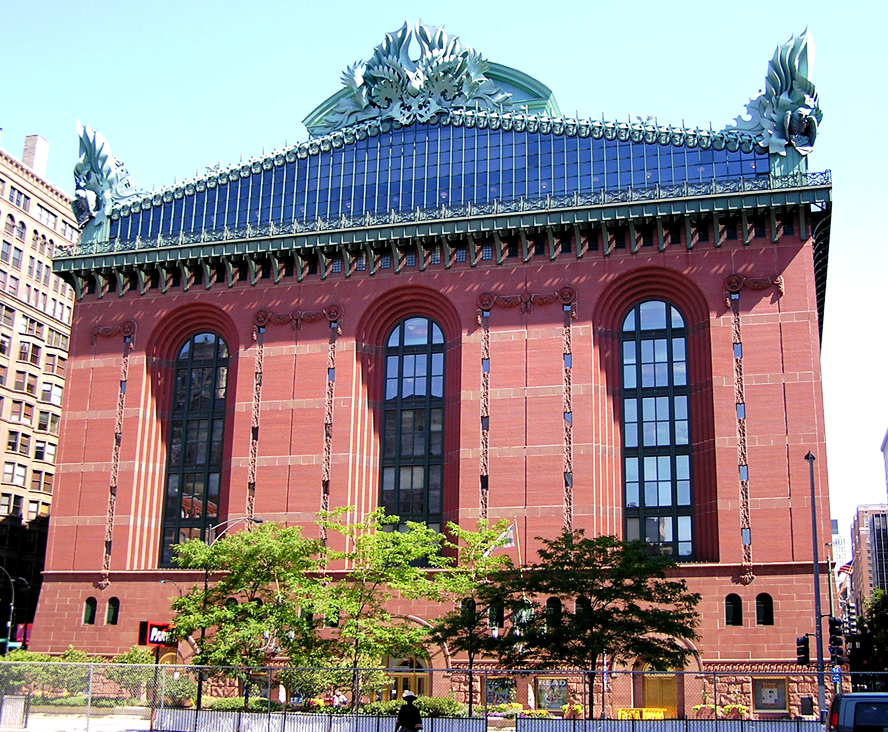
Vue d'ensemble.

### Intérieur

#### Niveau 1

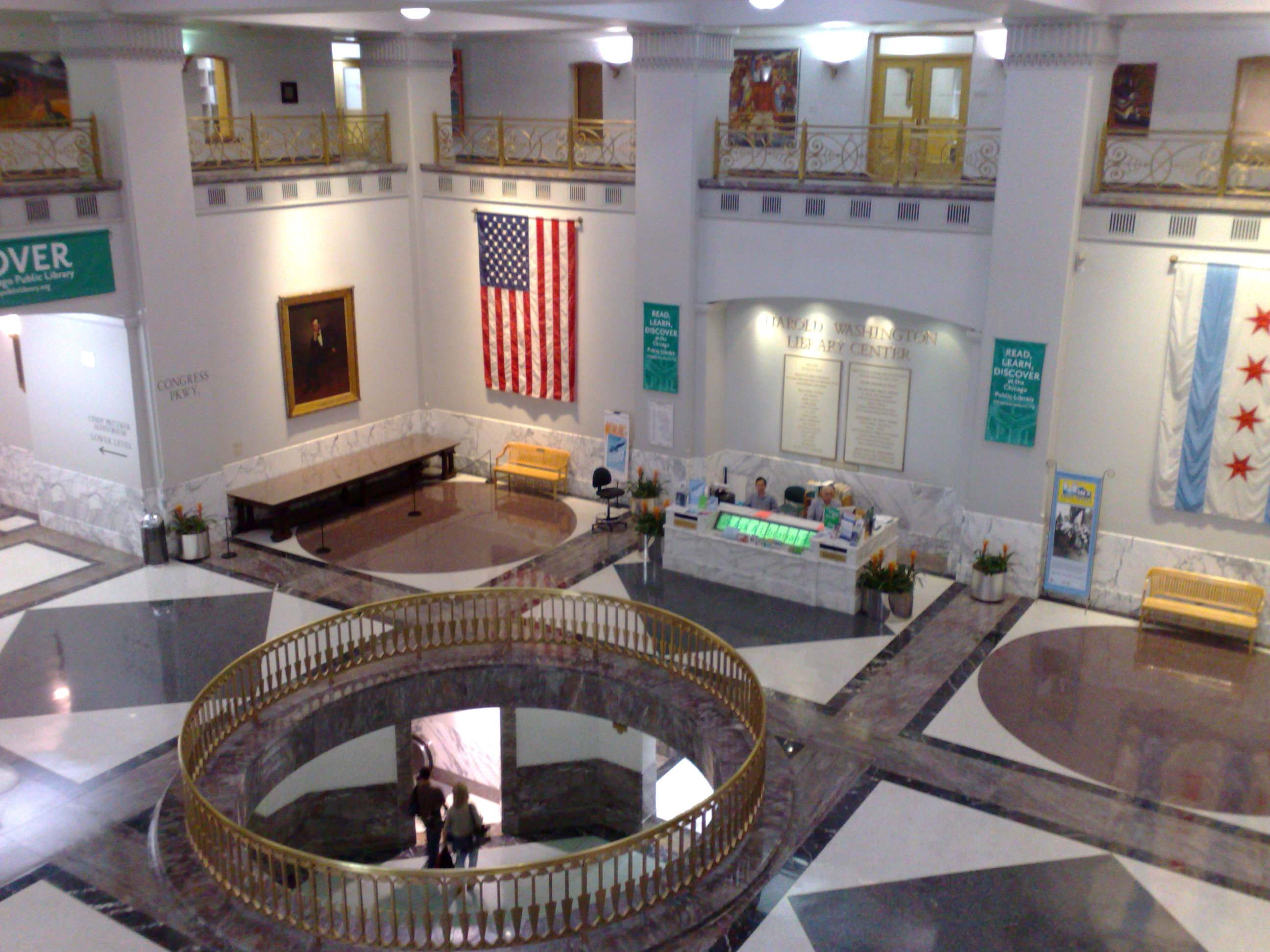
Le hall vu depuis le deuxième niveau.

Le centre du hall offre une vue sur le deuxième niveau et le sous-sol qui abrite un auditorium de 385 places, une salle de réception, un théâtre audio-visuel et des salles de réunion. Sur son mur nord, on peut admirer une mosaïque de Jacob Lawrence intitulée Events in the Life of Harold Washington (en français : « La Vie de Harold Washington »). Elle représente les étapes de la vie de l'ancien maire comme ouvrier du Civilian Conservation Corps, soldat, avocat, membre du Congrès des États-Unis et comme maire de Chicago. Chacune de ces étapes est représentée sous la forme de pages de livres ouverts sur son bureau. Les pages forment une pile dont le sommet représente l'élection de Washington en tant que premier maire afro-américain de la ville.
À l'entrée située sur State Street, on trouve la Popular Library qui propose les ouvrages généraux allant du best-seller aux biographies. C'est ici également que l'on trouve le matériel audiovisuel qui comprend des milliers de livres audio sur cassettes et disques compacts, vidéos, DVD et CD musicaux. Une ouverture circulaire dans le plancher, permet d'admirer le DuSable's Journey (en français : « le périple de DuSable »), une œuvre installée au sous-sol, de Houston Conwill (artiste), Joseph DePace (architecte) et Estella Conwill Majoza (poétesse). Elle représente les cours d'eau, menant aux Grands Lacs et explorés par Jean Baptiste Pointe du Sable, le premier colon à s'établir sur le site de ce qui deviendra plus tard Chicago.

#### Niveau 2
Le passage surplombant le hall, au deuxième niveau, est une galerie où sont exposés les œuvres de peintres reconnus de Chicago. Cet étage abrite la Thomas Hughes Children's Library (en français : « la bibliothèque pour enfants Thomas Hugues »). Thomas Hughes, était membre du Parlement du Royaume-Uni et écrivain, il s'émut de la tragédie causée par le Grand incendie de Chicago de 1871 et lança une campagne en Angleterre afin de collecter des livres pour Chicago dont les bibliothèques avaient été détruites. Ce n'est pas moins de 8 000 ouvrages que reçut la ville et qui marquèrent les débuts de la bibliothèque publique de Chicago. La bibliothèque pour enfants s'étend sur plus de 1600 m² et offre une très riche collection d'ouvrages pour les jeunes ainsi qu'un espace de lecture pouvant accueillir 100 à 150 enfants.

#### Niveau 3

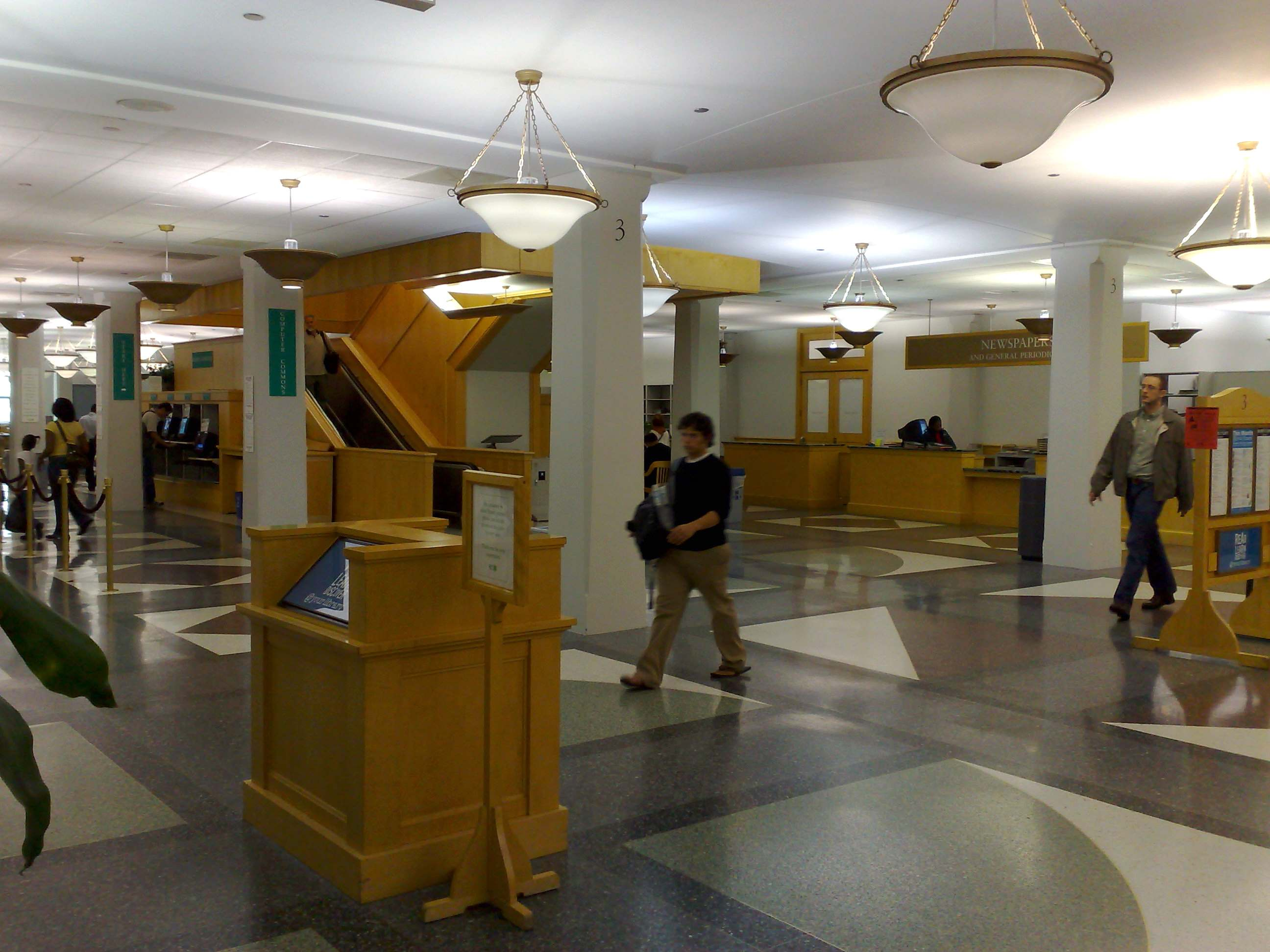
Le troisième niveau.

En montant au troisième niveau, on peut admirer une sculpture de Manuel Neri, cet étage abrite le service d'information générale, qui est chargé du service de référence et du prêt inter-bibliothèque, on y trouve également le centre de copie, les guichets de retour des prêts et des inscriptions. Des ordinateurs sont disponibles au public pour des consultations sur Internet ou la rédaction de textes. C'est à cet étage que se trouvent les journaux, périodiques et encyclopédies, plus de 2000 titres de périodiques actuels ou passés, 300 journaux provenant de chaque État et de 24 pays étrangers, ainsi que la série complète des microfilms des New York Times, du Times de Londres et de la Chicago Tribune.

#### Niveau 4

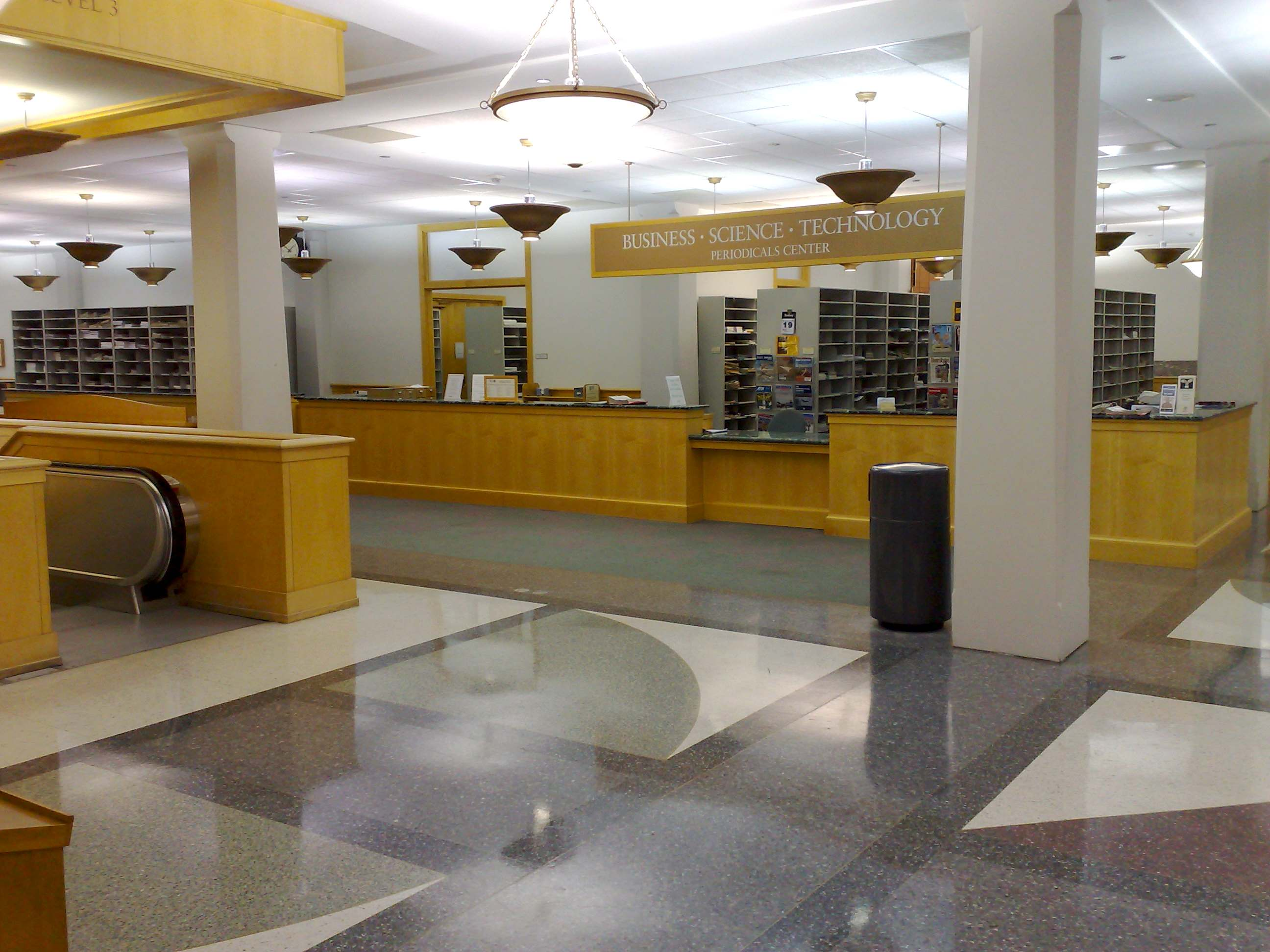
Le quatrième niveau.

Le quatrième niveau est consacré à l'économie, aux sciences et à la technologie, c'est l'un des plus fréquentés avec ses quelque 1000 demandes journalières. On y trouve le Business Information Center (en français : « centre d'information pour les entreprises ») qui offre une collection d'ouvrages et revues sur les plans de carrières, recherche d'emploi, tests de préparation à divers examens d'entrée, information sur les sociétés comprenant bilans, activité boursière, organes internes d'information, etc.
Dans la section sciences et technologies, on trouve les documents et ouvrages relatifs à la santé, à la médecine, mais aussi des ouvrages techniques sur les produits de consommation courante, tous les droits des brevets américains depuis 1790 ainsi que des outils de recherche sur ces mêmes brevets, les brevets britanniques de 1617 à 1994, les standards industriels, les ouvrages sur l'informatique, l'automobile, les livres de cuisine, etc. Le service des périodiques économique, scientifiques et techniques offre plus de 1700 titres. L’Electronic Resource Center offre un accès à de très nombreuses et vastes ressources informatique, bases de données, sources Internet et autres concernant les sciences. L'art n'est cependant pas oublié sur ce niveau, puisqu'on peut y admirer des œuvres de Roland Ginzel, etc.

#### Niveau 5
Le cinquième niveau est en partie consacré aux périodiques concernant les sciences sociales, il abrite également les livres audio (53 000 cassettes ou CD) et en braille, des ordinateurs permettant de retranscrire en braille ou de lire via une voix de synthèse des ouvrages classiques pour les aveugles et mal-voyants. Sur ce même étage on trouve les publications gouvernementales et municipales, relatives aux lois, règlements et autres communications officielles des États-Unis, de l'État de l'Illinois et de la ville de Chicago.

#### Niveau 6
Le sixième niveau est celui des sciences sociales, on y trouve les ouvrages relatifs à l'éducation, l'histoire, la sociologie, la philosophie, les religions, la psychologie, la théosophie, etc. Des plans et cartes de Chicago et de sa région, de l'État de l'Illinois, de la région du Midwest, des États des États-Unis et des atlas mondiaux sont disponibles à cet étage, ainsi qu'un centre de documentation pour les enseignants et étudiants.

#### Niveau 7
Littérature et langues se partagent le septième niveau, riche de plus de 700 000 ouvrages. On y trouve des œuvres littéraires et de fiction écrites ou traduites en anglais. Allant du roman d'aventure au roman policier, du journal intime au théâtre de boulevard, ou selon leur registre : le fantastique, le tragique, ou le comique. La section genre littéraire recoupe les genres pictural, narratif et dramatique. La collection de fictions compte près de 200 000 ouvrages. Les critiques littéraires, la poésie, l'art dramatique, les biographies d'écrivains, les ouvrages sur le journalisme et une collection de 20 000 romans pour adolescents et jeunes adultes y sont aussi disponibles.
En plus de la littérature en langue anglaise on trouve des ouvrages en plus de 200 langues ainsi que des journaux et périodiques en plus de 25 langues. Sur le même étage, se trouve le Chicago Authors Room, une salle de réunion et amphithéâtre. Le œuvres qui jalonnent le département de littérature sont signées entre autres par Preston Jackson, Tim Rollins et Sara Miller.

#### Niveau 8

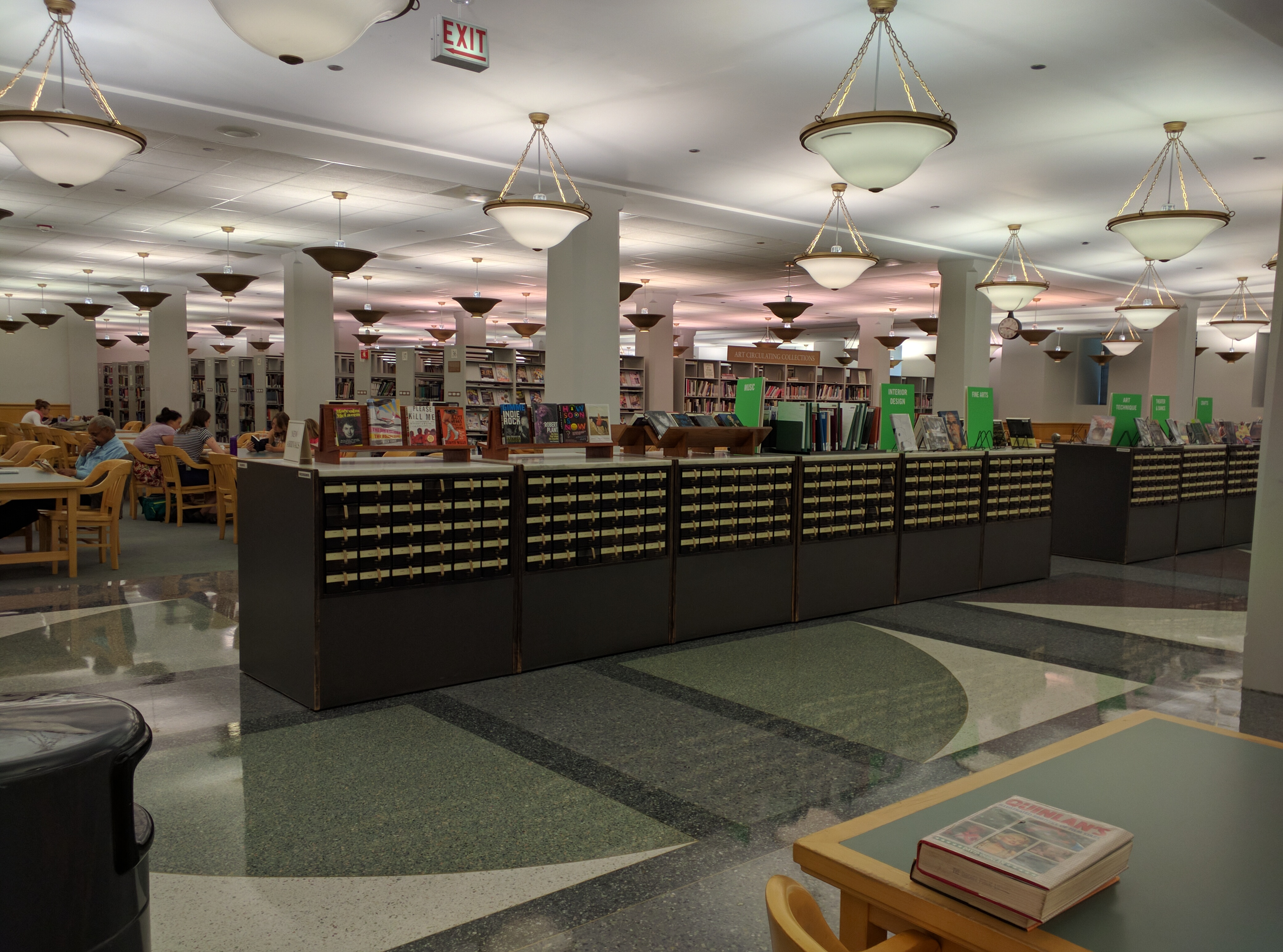
Le huitième niveau.

Les arts visuels et le spectacle occupent le huitième niveau avec quelque 140 000 ouvrages couvrant l'architecture, le vêtement, les arts décoratifs et l'artisanat, les beaux-arts, la danse, le théâtre, la photographie, la radio, le cinéma et la télévision. On y trouve également une collection de plus de 1 250 000 photographies sur plus de 10 000 sujets ainsi que les archives des artistes de Chicago.
Le centre musical offre plus de 150 000 enregistrements, aussi bien d'antiques 78 tours que des CD et allant de la musique classique à la musique pop et rock. Sur cet étage on trouve également six salles de pratique du piano, une salle de répétition et un centre d'écoute de musique enregistrée et de vidéos. On peut également consulter plus de 2200 périodiques ainsi que 4000 enregistrements vidéo de danse ou de musique.

#### Niveau 9

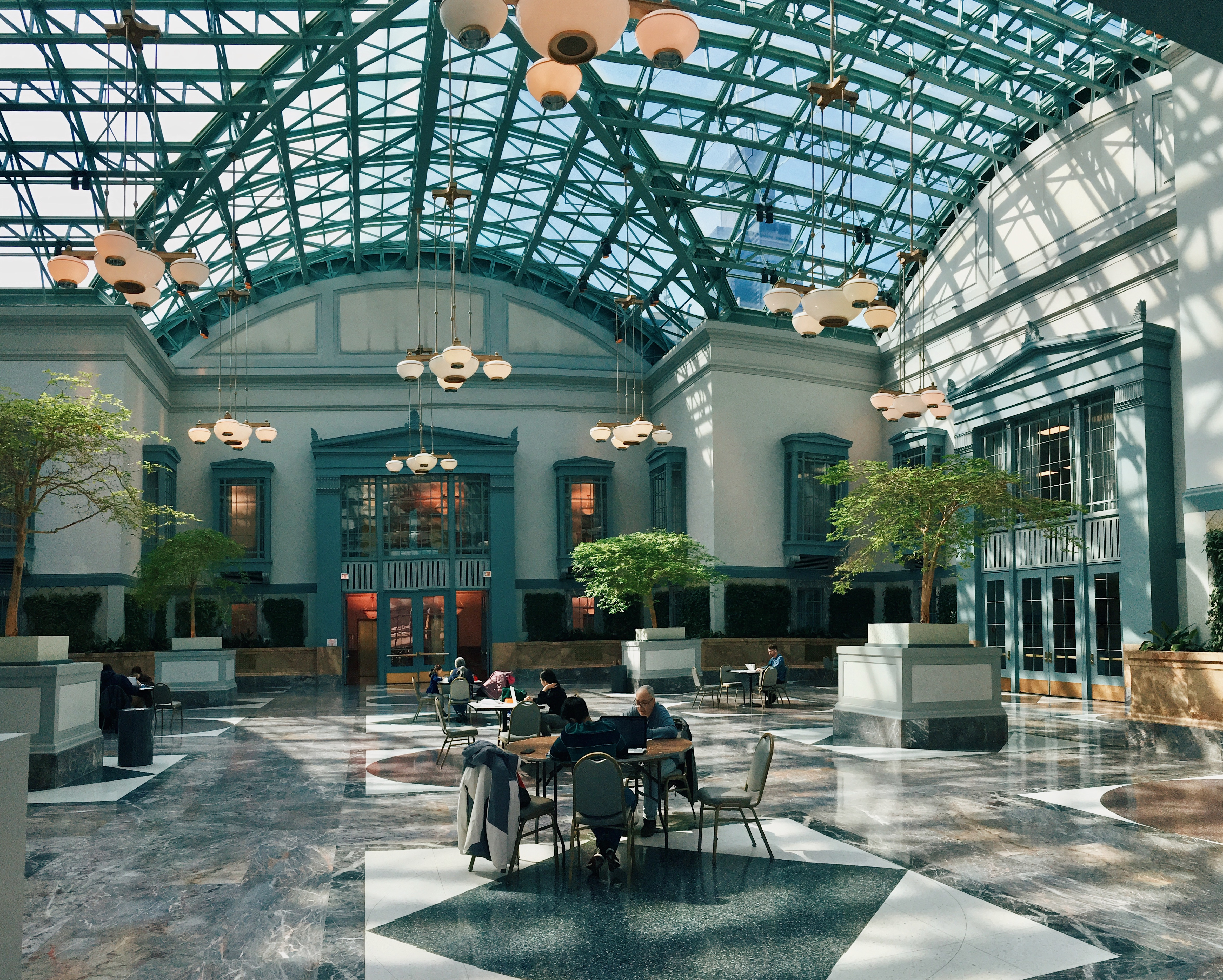
Le neuvième niveau.

Le neuvième niveau s'ouvre sur un immense jardin d'hiver surplombé par une verrière de plus de 30 mètres de haut. Ce niveau, de par sa conception, constitue un espace de détente avec ses plantes en pots, ses plantes tombantes, etc.
L'étage est également occupé par le département des collections spéciales et la division de conservation, on y trouve des livres, des publications, des photographies, des objets artisanaux et des archives sur la guerre de Sécession, le Chicago Theatre (l'une des salles de théâtre les plus prestigieuses de la ville), les expositions internationales qui ont eu lieu dans la ville telles que l'Exposition universelle de 1893 (World's Columbian Exposition) et l'Exposition universelle de 1933 (Century of Progress), sur l'histoire de la ville de Chicago et de son agglomération, sur Harold Washington (le premier maire de Chicago d'origine afro-américaine), sur Jane Byrne (la première femme maire de Chicago), sur les écrivains et éditeurs célèbres de la ville et sur les archives des bibliothèques municipales.

#### Niveau 10
Le dixième et dernier niveau est l'étage réservé aux employés de l'administration de la bibliothèque et à ses services techniques. Il comporte des bureaux, des salles de réunion et de conférences.

## Accessibilité
La Harold Washington Library est desservie par la station Harold Washington Library-State/Van Buren du métro de Chicago (sur le côté sud de l'Union Loop). Cette station offre un accès direct au deuxième étage du bâtiment.

## Dans la culture populaire
- Un niveau du jeu vidéo Hitman: Absolution se déroule en partie dans la bibliothèque, le joueur doit s'enfuir de la bibliothèque en étant traqué par la police.